# Rambouli
Rambouli est une localité située dans le département de Zogoré de la province du Yatenga dans la région Nord au Burkina Faso.

## Géographie
Rambouli se trouve à 2 km à l'ouest de Ninga, à 8 km au nord-est de Zogoré, le chef-lieu du département, et à environ 25 km au sud-ouest du centre de Ouahigouya. La ville est à 3 km à l'est de la route nationale 10 allant de Ouahigouya à Tougan.

## Santé et éducation
Le centre de soins le plus proche de Rambouli est le centre de santé et de promotion sociale (CSPS) de Ninga tandis que le centre hospitalier régional (CHR) se trouve à Ouahigouya.